# Torrecampo
Torrecampo es un municipio y localidad de España, en la provincia de Córdoba, Andalucía. En 2020 contaba con 1040  habitantes. Su extensión superficial es de 197,3 km² y tiene una densidad de 5,83 hab/km². Se encuentra situado en la comarca de Los Pedroches, a una altitud de 575 metros y a 104 kilómetros de la capital de provincia, Córdoba.

## Demografía
Torrecampo cuenta con una población de 1000 habitantes (INE 2024).
| Gráfica de evolución demográfica de Torrecampo entre 1842 y 2021                                                    |
| |
| Población de derecho según los censos de población del INE Población de hecho según los censos de población del INE |

## Patrimonio
- Iglesia de San Sebastián
- Ermita Virgen de Gracia
- Ermita de Jesús
- Santuario Virgen de Veredas
- Casa de la Cárcel
- Pósito
- Fachadas de Granito
- Castillo de Almogávar

## Fiestas
- 20 de enero: San Sebastián, santo patrón de la localidad.
- 30 de abril al 4 de mayo: ferias y fiestas de Nuestra Señora de las Veredas. El día 1 de mayo se celebra la romería al santuario de la Virgen de las Veredas con gran afluencia de devotos y visitantes. En la explanada donde se celebra la romería se llegan a congregar cientos de miles de feligreses, siendo la romería de la Virgen de las Veredas la más numerosa de este en mes en España.
- 15 de mayo: Fiesta de San Isidro, donde se celebra la festividad centenaria de las "Muñecas de San Isidro" con la celebración de un concurso de muñecas que termina con la quema final de las mismas junto con la celebración de una verbena.
- 13 de junio: Fiesta de San Antonio, con la celebración de una verbena popular en la calle del mismo nombre.
- Durante el mes de agosto se celebran una serie de fiestas. Destaca la verbena, que suele celebrarse el segundo fin de semana de agosto y la Romería nocturna al santuario de la Virgen de las Veredas.